# Tribunal Regional Eleitoral do Ceará
O Tribunal Regional Eleitoral do Ceará (TRE-CE) é a segunda instância do Poder judiciário, em sua competência eleitoral, no estado brasileiro do Ceará.
Foi instalado em 2 de agosto de 1932, sob presidência de Faustino de Albuquerque e Sousa, sendo extinto em 1937. Sua reinstalação se deu em 9 de junho de 1945, novamente sob chefia de Faustino de Albuquerque e Sousa. Sua sede atual foi inaugurada em 31 de agosto de 2022, em sessão solene, presidida pelo desembargador Inacio de Alencar Cortez Neto.
A Justiça Eleitoral desempenha quatro funções básicas: a função jurisdicional, que é a competência para solucionar litígios eleitorais; a função administrativa, que trata da administração do processo eleitoral; a função consultiva, que diz respeito à competência para responder a consultas feitas sobre matéria eleitoral em tese, e a função normativa, que é a competência para expedir normas que garantam a execução da legislação eleitoral.   
Conforme o art. 118 da Constituição Federal, são órgãos da Justiça Eleitoral: o Tribunal Superior Eleitoral, os Tribunais Regionais Eleitorais, os Juízes Eleitorais e as Juntas Eleitorais. No caso dos Tribunais Regionais Eleitorais, o art. 120 do mesmo texto legal estipula que haverá um na Capital de cada Estado e no Distrito Federal.    
A Justiça Eleitoral no Ceará é constituída pela Secretaria do TRE, pelos Cartórios Eleitorais e pelas Juntas Eleitorais.
O Pleno do TRE-CE é composto por sete membros: dois Juízes escolhidos dentre os desembargadores do Tribunal de Justiça, mediante eleição, pelo voto secreto; dois Juízes, dentre Juízes de Direito, escolhidos pelo Tribunal de Justiça; um Juiz Federal, escolhido pelo Tribunal Regional Federal e dois Juízes escolhidos, por nomeação, pelo Presidente da República, dentre seis advogados de notável saber jurídico e idoneidade moral, indicados pelo Tribunal de Justiça.
Os membros que compõem o Pleno são escolhidos para um período de dois anos, podendo ser reconduzidos por igual período.
O Presidente e o Vice-Presidente do TRE são escolhidos dentre os desembargadores do Tribunal de Justiça. O Vice-Presidente acumula, também, a função de Corregedor Regional Eleitoral. A atual Presidente do TRE-CE é a Desembargadora Maria Nailde Pinheiro Nogueira. O Vice-Presidente e Corregedor Regional Eleitoral é o Desembargador Haroldo Correia de Oliveira Máximo.
Em 2017 era presidido pela desembargadora Maria Nailde Pinheiro Nogueira.
Também tem assento no Pleno um representante do Ministério Público, escolhido dentre os Procuradores da República para exercer a função de Procurador Regional Eleitoral.
A Secretaria do TRE-CE possui as seguintes unidades: Presidência; Gabinete da Presidência; Assessoria Jurídica da Presidência; Assessoria de Imprensa e Comunicação Social; Secretaria de Controle Interno; Corregedoria Regional Eleitoral; Juízes do Tribunal, com as respectivas assessorias; Escola Judiciária Eleitoral; Ouvidoria Regional Eleitoral; Diretoria-Geral; Gabinete da Diretoria-Geral; Assessoria da Diretoria-Geral; Assessoria de Planejamento, Estratégia e Gestão; Secretaria Judiciária; Secretaria de Administração; Secretaria de Orçamento e Finanças; Secretaria de Gestão de Pessoas e Secretaria de Tecnologia da Informação.
Os Cartórios Eleitorais ficam localizados na sede das Zonas Eleitorais, perfazendo um total de 109, sendo 17 na Capital e os restantes localizados no interior.
As Juntas Eleitorais são constituídas para atuar apenas durante a apuração das eleições.

## Organograma
Estrutura organizacional do TRE-CE em 2024.

## Gestão atual
O Tribunal Regional Eleitoral do Ceará, com sede na Capital e jurisdição em todo o Estado, é composto por sete Membros (Constituição Federal, art. 120, §1º e Resolução TSE n.º 21.461/2003):
- Dois Juízes dentre os desembargadores do Tribunal de Justiça;
- Dois Juízes, dentre Juízes de Direito, escolhidos pelo Tribunal de Justiça;
- Um Juiz Federal escolhido pelo Tribunal Regional Federal da Quinta Região;
- Dois Juízes dentre seis advogados de notável saber jurídico e idoneidade moral, por nomeação do Presidente da República, indicados pelo Tribunal de Justiça.

O Procurador Regional Eleitoral, juntamente com o seu substituto, será designado pelo Procurador-Geral Eleitoral, dentre os Procuradores Regionais da República no Estado, ou, onde não houver, dentre os Procuradores da República vitalícios, para um mandato de dois anos (Lei Complementar nº 75/1993, Art. 76).
|                                                                  | Membros Efetivos                                         | Membros Substitutos                 |
| ---------------------------------------------------------------- | -------------------------------------------------------- | ----------------------------------- |
| Desembargadoras ou Desembargadores                               | Raimundo Nonato Silva Santos (Presidente)                | Emanuel Leite Albuquerque           |
| Desembargadoras ou Desembargadores                               | Francisco Gladyson Pontes (Vice-Presidente e Corregedor) | Maria Iraneide Moura Silva          |
| Desembargador(a) Eleitoral da classe Juízas ou Juízes de Direito | Daniel Carvalho Carneiro                                 | José Cavalcante Júnior              |
| Desembargador(a) Eleitoral da classe Juízas ou Juízes de Direito | Luciano Nunes Maia Freire                                | Antônio Edilberto Oliveira Lima     |
| Desembargador(a) Eleitoral da classe Juíza ou Juiz Federal       | Glêdison Marques Fernandes                               | José Maximiliano Machado Cavalcante |
| Desembargador(a) Eleitoral da classe Juristas                    | (vago)                                                   | Rogério Feitosa Carvalho Mota       |
| Desembargador(a) Eleitoral da classe Juristas                    | Francisco Érico Carvalho Silveira                        | (vago)                              |
| Procuradora ou Procurador Regional Eleitoral                     | Samuel Miranda Arruda                                    | Edmac Lima Trigueiro                |
| Secretária ou Secretário                                         | Pedro Bruno Trigueiro                                    |                                     |